# Жилино (Башкортостан)
Жилино (баш. Жилин) — деревня в составе городского округа город Уфа, находящаяся в Нагаевском сельсовете, подчинённом Октябрьскому району..

## История
В 1992 году четыре населённых пункта Нагаевского сельсовета Нагаево, Жилино, Зинино и Кордон вошли в подчинение Уфимского горсовета. С открытием в 2008 году нового моста через реку Белую началось их стремительное развитие. Сегодня территория активно застраивается.

## Население
| 2010 |
| ---- |
| 170  |

Национальный состав
По состоянию на 2002 год в деревне проживал 101 человек (68 % русских).

## Инфраструктура
При въезде в деревню расположен крупный супермаркет, аптека, магазин строительных и хозяйственных товаров, магазин мебели и др. На сегодняшний день в Жилино проложена асфальтированная дорога. А также построена футбольная школа

## Транспорт и дороги
Деревня имеет автобусное сообщение с городом Уфа пригородными маршрутами 124, 163, 130, 131, 163д, 291. После строительства моста через реку Белую, расстояние от центра города до деревни составило 11,7 км.
Центральная улица имеет асфальтное покрытие, остальные улицы — преимущественно гравийно-песчаное.

## Улицы
- Армейский Малый пер.;
- пер. Ветеранов;
- Генеральская ул.;
- пер. Дальний;
- Садовая Малая ул.;
- Степная ул.;
- ул. Романтиков;
- Строительный Малый пер.;
- ул. Фронтовиков;
- Хуторская ул.;
- Широкий пер.;
- Изумрудная ул.;
- Семейная ул.;
- Манежная ул.;